# Pablo Guede
Pablo Adrián Guede Barriero (ur. 12 listopada 1974 w Buenos Aires) – argentyński piłkarz z obywatelstwem hiszpańskim występujący na pozycji napastnika, trener piłkarski, od 2025 roku prowadzi meksykańską Pueblę.